# Trégourez
Trégourez település Franciaországban, Finistère megyében. Lakosainak száma 952 fő (2022. január 1.). Trégourez Coray, Edern, Langolen és Laz községekkel határos.

## Népesség
A település népessége az elmúlt években az alábbi módon változott:
| Lakosok száma | 1004 | 878  | 939  | 944  | 991  | 995  | 972  | 957  | 955  | 952  |
|               | 1968 | 1982 | 1990 | 2006 | 2013 | 2015 | 2017 | 2019 | 2020 | 2022 |